# Колядко Микола Іванович
Микола Іванович Колядко (15 березня, 1946 р., с. Суха Калигірка Катеринопільський район Київська (нині Черкаська область) — український художник, актор, театральний режисер.

## Життєпис
Народився 15 березня 1946 р. у с. Суха Калигірка Катеринопільський район Київська область. Дитинство пройшло у м. Чигирин. Навчався у Чигиринській середній школі № 3.
Навчався в Київське поліграфічне училище. Після закінчення училища працював на поліграфічній фабриці у м. Феодосія. Тут закінчив вечірню школу.
У 1965 р. був призваний на строкову службу до лав Радянська армія. Службу проходив на Далекий Схід, потім 1 рік служив у Криму.
Закінчив Київський інститут культури, режисерський факультет та Ленінградський державний інститут театру, музики і кінематографії (Росія).
У 1979 р. працював викладачем у Канівське училище культури, спеціальність — «Сценічне мистецтво».

## Творчість
Станковим живописом почав займатися з 1977 р.
Микола Колядко — послідовник імпресіоністи. Свої твори виконує пастель та олія.

Основа творчості — натюрморти, пейзажі, сюжетні картини. 
Микола Колядко, художник: «Творчість — те, що закладається в людині, зароджується з дитинства»
«Могутні сосни, незрізані дуби, старовинні дачі кінця 19 ст. Дуже цікаві мотиви. Яскраві бризки, коли сідає сонце, між деревами. Мені хотілося все це передати».

«Мені хотілося передати красу людських почуттів. На фоні природи і лань є, це образ об'єднання». 
У його картинах найкраще передається мінливість освітлення у природі. Микола Колядко говорить, що природа, як символ життя, є для нього втіленням творчої діяльності та світом його мистецтва. Він щиро закоханий у Черкаси і Черкащина і передає цю любов у своїх творах: 
Микола Колядко, художник: «Люблю Канів і Дніпро, чарівну Кам'янку і Чигирин, наші ліси і степи, небо і води, шелест трав і грозовий липень… І нашу Суху Калигірку… Хвилює і тривожить доля рідної України», — каже митець — та відтворює свої почуття на полотні…" 
Колядко М. І. постійний учасник багатьох художніх виставок. Зокрема, його персональні виставки відбулися у Черкаси, Канів, Кам'янка. Він — щороку працює на пленерах та бере участь у щорічних обласних художніх виставках.

## Виставки
«Земля моя прекрасна» — Черкаський художній музей (2011).
Он-лайн виставка «Літні мотиви у творчості М. І. Колядка» — Черкаський обласний краєзнавчий музей (2020).
Обласна художня виставка «Різдвяна виставка» (2022).
«Зимові мотиви у творчості М. І. Колядка» — Черкаський обласний краєзнавчий музей (2023)..

## Театральна діяльність
Художник у своєму житті поєднав два напрямки — образотворче мистецтво і театр. Ще за часів навчання у Київське поліграфічне училище відвідував драматичну студію Ансамблю профтехосвіти, де здобував акторську майстерність та грав у кількох виставах. На Шевченківському ювілейному літературному конкурсі отримав Диплом І ступеня за гарне декламування творів Тарас Шевченко.
Під час роботи на поліграфічній фабриці у Феодосія брав активну участь у виставах феодосійського народного театру.

## Творчий здобуток
Фондова колекція Черкаський обласний краєзнавчий музей налічує 64 живописних та графічних робіт художника. Також роботи М. І. Колядка зберігаються у багатьох музеях Черкаська область та приватних колекціях Німеччина, Франція, Нідерланди
Картини: "Весна на «Митниці», «Рибалки в Долині троянд», «Соснівка», «Митниця», «Дахнівка».
Любовна тематика: «Чекання», «Зустріч», «Щастя».
«Ранок у Феодосії» (1974), «Пейзаж з польовими квітами при заході сонця у Криму» (1979), «Осінь. Біля музею Гайдара» (1981), «Квіти і хліб» (1982), «Театральні атрибути» (1983), «Феодосія. Лиса Гора» (1985—1987), «Вечір на річці», «Дніпро біля с. Сокирно», «Автопортрет з пензлями» (1986), «Літній день», «На дачі», «У саду», «Зима» (1987), « Зелений будиночок», «Бузок цвіте», «Осінні барви» (1988), «На заході сонця», «Льон цвіте», «Троянди і Жасмин» (1989), «Бузкові барви», «Двоє в степу» (1990), «Квіти», «Сонячно. Взимку» (1991), «Літнього дня на воді» (1992), «Дерево, освітлене сонцем», «На городі» (1993).
«Сонце. Сніг. Дерева» (1994), «Портрет Шевченка-солдата» (2000), «У Яготині біля озера», «Тепла зима» (2007), « Тарасова Гора літньої ночі» (2012), «Мені здається, що се я…» (2013), «Осінь» (2004), «Тополя на заході сонця» (2015).